# Bongará
Bongará is een provincie in de regio Amazonas in Peru. De provincie heeft een oppervlakte van  2.870 km² en telt 33.920 inwoners (2015). De hoofdplaats van de provincie is het district Jumbilla.

## Bestuurlijke indeling
De provincie is verdeeld in twaalf districten, UBIGEO tussen haakjes:
- (010302) Chisquilla
- (010303) Churuja
- (010304) Corasha
- (010305) Cuispes
- (010306) Florida
- (010307) Jazan
- (010301) Jumbilla, hoofdplaats van de provincie
- (010308) Recta
- (010309) San Carlos
- (010310) Shipasbamba
- (010311) Valera
- (010312) Yambrasbamba

Bagua · Bongará · Chachapoyas · Condorcanqui · Luya · Rodríguez de Mendoza · Utcubamba